# Bets Borm-Luijkx
Elisabeth Maria Wilhelmina (Bets) Borm-Luijkx (Etten-Leur, 22 oktober 1918 – Emmeloord, 19 december 2015) was een CDA-politicus van KVP-huize.

## Biografie
Borm-Luijkx was een lerares in het lager-beroepsonderwijs, die als 60-plusser tussentijds voor het CDA in de Tweede Kamer kwam. Ze was een van de leden uit de Noordoostpolder. Ze was vooral actief als regionaal partijbestuurder van KVP en CDA en als Statenlid in Overijssel. Voerde in de Kamer twee keer het woord over verkeersonderwerpen.
In 1984 werd ze Ridder in de Orde van Oranje-Nassau. Ze had 4 kinderen en overleed op 97-jarige leeftijd.
- Biografisch Portaal: 42454493
- Parlement.com: vg09llmzy6z4